# Warren (Massachusetts)
Warren város az USA Massachusetts államában. Lakosainak száma 4975 fő (2020. április 1.).

## Népesség
A település népességének változása:

| 2010 | 5 135 |
| 2020 | 4 975 |